# ACV Records
La ACV Records è una casa discografica italiana che si occupa principalmente di musica elettronica d'avanguardia, la cui sede principale è in Roma.

## Storia
La ACV Records viene fondata alla fine degli anni '80 dai fratelli Toni e Ciro Verde. Successivamente si aggiunge al team anche Daniela Fusco, grafica italiana di successo, che darà l'immagine alla casa discografica. 
Il successo della casa è immediato, grazie anche alla creazione di suoni elettronici innovativi, sia in Italia che all'estero. Difatti numerose sono le partecipazioni ai maggiori eventi dei club londinesi, oltre alla presenza ad alcune importanti manifestazioni internazionali, quali la Love Parade in Germania o la Energy Parade in Svizzera.
“Dj magazine”, una rivista londinese, definisce la ACV come “la più ambiziosa casa discografica dai tempi della Motown”. Inoltre è la prima casa discografica di musica elettronica ad organizzare un evento all'interno del Palazzo dello Sport di Mosca in Russia.

## Collaborazioni e produzioni
La ACV Records ha collaborato con molti famosi Dj internazionali, tra cui:
- Dave Clarke
- Nagai Eri
- Joe Beltram
- Sven Väth
- Steve Poindexter
- Laurent Garnier
- Paul Johnson
- Robert Armani